# The Book of Love
"The Book of Love" is een nummer van de Amerikaanse band The Magnetic Fields. Het nummer verscheen op hun conceptalbum 69 Love Songs uit 1999. In 2004 werd het gecoverd door Peter Gabriel voor de soundtrack van de film Shall We Dance?; in 2009 nam hij het opnieuw op voor zijn album Scratch My Back uit 2010. In 2015 maakte Gavin James eveneens een bekende cover van het nummer.

## Achtergrond

### Originele versie
"The Book of Love" is geschreven en geproduceerd door The Magnetic Fields-frontman Stephin Merritt. Het nummer verscheen voor het eerst op hun conceptalbum 69 Love Songs, bestaande uit drie cd's waarop in totaal 69 nummers staan die worden beschreven als liefdesliedjes. Dit album werd in 1999 uitgebracht; "The Book of Love" staat op de twaalfde track van de eerste cd.

### Versie van Peter Gabriel
"The Book of Love" is vooral bekend geworden vanwege een aantal coverversies. In 2001 traden The Magnetic Fields op in het Lyric Theatre in de Londense wijk Hammersmith, waar zij het gehele album 69 Love Songs ten gehore brachten. Tijdens de toegift kwam Peter Gabriel het podium op om "The Book of Love" te zingen. In 2004 nam hij zijn eigen versie van het nummer op voor de soundtrack van de film Shall We Dance?.
In 2009 nam Gabriel een nieuwe versie van "The Book of Love" op, die in 2010 op zijn album Scratch My Back, enkel bestaande uit covers, verscheen. Oorspronkelijk wilde hij dit album uitbrengen op hetzelfde moment als de evenknie And I'll Scratch Yours, waarop de artiesten waarvan hij op het eerste album nummers van heeft gecoverd zijn nummers zouden coveren, maar vanwege diverse problemen kwam dit album pas drie jaar later uit. Hierdoor werd besloten om gedurende het jaar 2010 een aantal van deze singles uit te brengen als dubbele A-kant. "The Book of Love" was de eerste van deze singles en ging gepaard met "Not One of Us", gecoverd door Merritt en afkomstig van het album Peter Gabriel (Melt) uit 1980.
Deze versie van "The Book of Love" werd gebruikt in de laatste aflevering van de televisieserie Scrubs en in de South Park-aflevering "Tweek x Craig".

### Versie van Gavin James
In 2015 werd "The Book of Love" gecoverd door de Ierse singer-songwriter Gavin James voor zijn gelijknamige ep. Op deze ep staan vier versies van het nummer: naast de radioversie zijn er drie remixen van Raffertie, JOY. Rework en Young Wonder te vinden. Later verscheen zijn versie ook op zijn debuutalbum Bitter Pill. De cover werd een hit in Nederland en België. In Nederland kwam het respectievelijk tot plaats 31 en 35 in de Single Top 100 en de Top 40, terwijl het in de Vlaamse Ultratop 50 op de tiende plaats terecht kwam.

### Overige versies
Andere artiesten die "The Book of Love" hebben gecoverd, zijn onder meer 2Cellos (zowel solo als in samenwerking met Zucchero), The Airborne Toxic Event en Cheryl Bentyne.

## Hitnoteringen
Alle noteringen zijn behaald door de versie van Gavin James.

### Nederlandse Top 40
| Hitnotering: 31-01-2015 t/m 21-03-2015 | Hitnotering: 31-01-2015 t/m 21-03-2015 | Hitnotering: 31-01-2015 t/m 21-03-2015 | Hitnotering: 31-01-2015 t/m 21-03-2015 | Hitnotering: 31-01-2015 t/m 21-03-2015 | Hitnotering: 31-01-2015 t/m 21-03-2015 | Hitnotering: 31-01-2015 t/m 21-03-2015 | Hitnotering: 31-01-2015 t/m 21-03-2015 | Hitnotering: 31-01-2015 t/m 21-03-2015 | Hitnotering: 31-01-2015 t/m 21-03-2015 |
| Week                                   | 1                                      | 2                                      | 3                                      | 4                                      | 5                                      | 6                                      | 7                                      | 8                                      |                                        |
| -------------------------------------- | -------------------------------------- | -------------------------------------- | -------------------------------------- | -------------------------------------- | -------------------------------------- | -------------------------------------- | -------------------------------------- | -------------------------------------- | -------------------------------------- |
| Positie                                | 37                                     | 36                                     | 37                                     | 37                                     | 39                                     | 37                                     | 35                                     | 36                                     | uit                                    |

### Single Top 100
| Hitnotering week 1 t/m 24: 17-01-2015 t/m 27-06-2015 Hitnotering week 25: 31-10-2015 | Hitnotering week 1 t/m 24: 17-01-2015 t/m 27-06-2015 Hitnotering week 25: 31-10-2015 | Hitnotering week 1 t/m 24: 17-01-2015 t/m 27-06-2015 Hitnotering week 25: 31-10-2015 | Hitnotering week 1 t/m 24: 17-01-2015 t/m 27-06-2015 Hitnotering week 25: 31-10-2015 | Hitnotering week 1 t/m 24: 17-01-2015 t/m 27-06-2015 Hitnotering week 25: 31-10-2015 | Hitnotering week 1 t/m 24: 17-01-2015 t/m 27-06-2015 Hitnotering week 25: 31-10-2015 | Hitnotering week 1 t/m 24: 17-01-2015 t/m 27-06-2015 Hitnotering week 25: 31-10-2015 | Hitnotering week 1 t/m 24: 17-01-2015 t/m 27-06-2015 Hitnotering week 25: 31-10-2015 | Hitnotering week 1 t/m 24: 17-01-2015 t/m 27-06-2015 Hitnotering week 25: 31-10-2015 | Hitnotering week 1 t/m 24: 17-01-2015 t/m 27-06-2015 Hitnotering week 25: 31-10-2015 | Hitnotering week 1 t/m 24: 17-01-2015 t/m 27-06-2015 Hitnotering week 25: 31-10-2015 | Hitnotering week 1 t/m 24: 17-01-2015 t/m 27-06-2015 Hitnotering week 25: 31-10-2015 | Hitnotering week 1 t/m 24: 17-01-2015 t/m 27-06-2015 Hitnotering week 25: 31-10-2015 | Hitnotering week 1 t/m 24: 17-01-2015 t/m 27-06-2015 Hitnotering week 25: 31-10-2015 | Hitnotering week 1 t/m 24: 17-01-2015 t/m 27-06-2015 Hitnotering week 25: 31-10-2015 |
| Week                                                                                 | 1                                                                                    | 2                                                                                    | 3                                                                                    | 4                                                                                    | 5                                                                                    | 6                                                                                    | 7                                                                                    | 8                                                                                    | 9                                                                                    | 10                                                                                   | 11                                                                                   | 12                                                                                   | 13                                                                                   | 14                                                                                   |
| ------------------------------------------------------------------------------------ | ------------------------------------------------------------------------------------ | ------------------------------------------------------------------------------------ | ------------------------------------------------------------------------------------ | ------------------------------------------------------------------------------------ | ------------------------------------------------------------------------------------ | ------------------------------------------------------------------------------------ | ------------------------------------------------------------------------------------ | ------------------------------------------------------------------------------------ | ------------------------------------------------------------------------------------ | ------------------------------------------------------------------------------------ | ------------------------------------------------------------------------------------ | ------------------------------------------------------------------------------------ | ------------------------------------------------------------------------------------ | ------------------------------------------------------------------------------------ |
| Positie                                                                              | 58                                                                                   | 57                                                                                   | 36                                                                                   | 33                                                                                   | 34                                                                                   | 36                                                                                   | 33                                                                                   | 31                                                                                   | 34                                                                                   | 34                                                                                   | 33                                                                                   | 42                                                                                   | 45                                                                                   | 52                                                                                   |
| Week                                                                                 | 15                                                                                   | 16                                                                                   | 17                                                                                   | 18                                                                                   | 19                                                                                   | 20                                                                                   | 21                                                                                   | 22                                                                                   | 23                                                                                   | 24                                                                                   |                                                                                      | 25                                                                                   |                                                                                      |                                                                                      |
| Positie                                                                              | 51                                                                                   | 56                                                                                   | 66                                                                                   | 69                                                                                   | 72                                                                                   | 82                                                                                   | 84                                                                                   | 98                                                                                   | 79                                                                                   | 94                                                                                   | uit                                                                                  | 97                                                                                   | uit                                                                                  |                                                                                      |

### NPO Radio 2 Top 2000
| Nummer met noteringen in de NPO Radio 2 Top 2000 | '15 | '16  | '17  | '18  | '19  |
| ------------------------------------------------ | --- | ---- | ---- | ---- | ---- |
| The Book of Love                                 | 748 | 1179 | 1217 | 1711 | 1929 |

1. ↑  Een vetgedrukt getal geeft de hoogste notering aan.
2. ↑  2015 was het eerste jaar met een notering voor dit nummer.
3. ↑  Deze tabel is bijgewerkt tot en met de laatste editie (2024).